# Soera Het IJzer
Soera Het IJzer is een soera van de Koran.
De soera is vernoemd naar het ijzer in aya 25 dat God heeft neergezonden en dat door Gods almacht krachtig is. De soera roept op tot geloof en om die reden ook de behoeftigen een bijdrage te geven. Ook spreekt het over de gelovigen, de ongelovigen en de huichelaars. Nuh en Ibrahim worden als profeet aangewezen en Isa als degene aan wie de Indjil gegeven is.
Deze soera wordt met Soera De Opdrijving, Soera De Strijdplaats, Soera De Vrijdag en Soera Het Bedrog de lofprijzenden genoemd.